# Barssia oregonensis
Barssia oregonensis är en svampart som beskrevs av Gilkey 1925. Barssia oregonensis ingår i släktet Barssia och familjen Helvellaceae.   Inga underarter finns listade i Catalogue of Life.